# Кумамото
Кумамото (на японски 熊本, по английската Система на Хепбърн Kumamoto-shi, Кумамото-ши) е главен град на префектура Кумамото. Намира се на южния бряг на остров Кюшу, един от четирите големи японски острова.
Общата площ на града е 266,77 km². Към 2003 година, броя на населението на Кумамото се оценява на 669 034, което прави гъстота от 2507,91 хора на km².
Градът е известен с възможностите си за сърф.

## Побратимени градове
|  | Държава        | Град              |
|  | САЩ            | Билингс (Монтана) |
|  | САЩ            | Сан Антонио       |
|  | САЩ            | Хелена            |
|  | Великобритания | Бристъл           |
|  | Германия       | Хайделберг        |
|  | Южна Корея     | Улсан             |
|  | Китай          | Гуейлин           |
|  | -------------- | ----------------- |